# Currie Cup Premier Division 2015
La Currie Cup Premier Division de 2015 fue la septuagésima séptima edición del principal torneo de rugby provincial de Sudáfrica.
El campeón fue el equipo de Golden Lions quienes obtuvieron su undécimo campeonato.

## Sistema de disputa
El torneo se disputó en formato liga donde cada equipo se enfrentó a los equipos restantes, luego los mejores cuatro clasificados disputaron semifinales y final.

## Clasificación
| Pos. | Equipo                 | Encuentros | Encuentros | Encuentros | Encuentros | Tantos | Tantos | Tantos | PB | PB | Puntos |
| Pos. | Equipo                 | PJ         | PG         | PE         | PP         | F      | C      | Dif    | BO | BD | Puntos |
| ---- | ---------------------- | ---------- | ---------- | ---------- | ---------- | ------ | ------ | ------ | -- | -- | ------ |
| 1.º  | Golden Lions           | 10         | 10         | 0          | 0          | 430    | 217    | +213   | 8  | 0  | 48     |
| 2.º  | Blue Bulls             | 10         | 8          | 0          | 2          | 342    | 238    | +104   | 7  | 0  | 39     |
| 3.º  | Western Province       | 10         | 7          | 0          | 3          | 328    | 248    | +80    | 6  | 1  | 35     |
| 4.º  | Free State Cheetahs    | 10         | 3          | 2          | 5          | 268    | 320    | −52    | 6  | 2  | 24     |
| 5.º  | Natal Sharks           | 10         | 4          | 1          | 5          | 261    | 269    | −8     | 3  | 1  | 22     |
| 6.º  | Pumas                  | 10         | 3          | 1          | 6          | 227    | 302    | −75    | 1  | 2  | 17     |
| 7.º  | Eastern Province Kings | 10         | 2          | 0          | 8          | 215    | 334    | −119   | 2  | 2  | 12     |
| 8.º  | Griquas                | 10         | 1          | 0          | 9          | 219    | 362    | −143   | 3  | 1  | 8      |

|  | Semifinalistas. |

### Semifinales
| 16 de octubre | Blue Bulls | 18 - 23 | Western Province | Loftus Versfeld, Pretoria |  |

| 17 de octubre | Golden Lions | 43 - 33 | Free State Cheetahs | Ellis Park Stadium, Johannesburgo |  |

### Final
| 24 de octubre | Golden Lions | 32 - 24 | Western Province | Ellis Park Stadium, Johannesburgo |  |

| Bandera de Sudáfrica |
| Campeón Golden Lions |
| Décimo primer título |